# فاليري بورزوف
فاليري بورزوف (بالأوكرانية: Борзов Валерій Пилипович) مواليد 20 أكتوبر 1949 في الاتحاد السوفيتي، هو عداء أوكراني متخصص في الجري السريع. شارك في دورة الألعاب الأولمبية الصيفية 1972، دورة الألعاب الأولمبية الصيفية 1976وحصل على الميدالية الذهبية والميدالية الفضية. كان يحمل الرقم القياسي الأوروبي وهو 10.07 (100 متر) حققه في سنة 1972.

## الميداليات
| الميدالية | المسابقة                       |
| --------- | ------------------------------ |
| ذهبية     | الألعاب الأولمبية الصيفية 1972 |
| ذهبية     | الألعاب الأولمبية الصيفية 1972 |
| فضية      | الألعاب الأولمبية الصيفية 1972 |
| برونزية   | الألعاب الأولمبية الصيفية 1976 |
| برونزية   | الألعاب الأولمبية الصيفية 1976 |
| ذهبية     | بطولة أوروبا لألعاب القوى 1969 |
| ذهبية     | بطولة أوروبا لألعاب القوى 1971 |
| ذهبية     | بطولة أوروبا لألعاب القوى 1971 |
| ذهبية     | بطولة أوروبا لألعاب القوى 1974 |
| فضية      | بطولة أوروبا لألعاب القوى 1969 |

## روابط خارجية
- فاليري بورزوف على موقع الاتحاد الدولي لألعاب القوى (الإنجليزية)
- فاليري بورزوف على موقع اللجنة الأولمبية الدولية (الإنجليزية)
- فاليري بورزوف على موقع أوليمبيديا (الإنجليزية)